# Lukáš Pilka
Lukáš Pilka (1986) je český digitální designér a publicista. Zabývá se interaktivním a komunikačním designem, současnými technologiemi a digitální transformací muzeí a paměťových institucí.

## Život
V letech 2006–2008 studoval Vizuální komunikaci a digitální design na Fakultě umění a architektury Technické univerzity v Liberci. V období 2010–2013 studoval Mediální studia na Fakultě sociálních věd Univerzity Karlovy, v letech 2012–2014 Dějiny umění na Filozofické fakultě Univerzity Karlovy. V období 2014–2016 se věnoval studiu Teorie umění a designu na Vysoké škole uměleckoprůmyslové v Praze (UMPRUM), kde v letech 2018–2022 absolvoval také doktorské studium. Jeho disertační práce nazvaná Digitální kurátor: Algoritmy a počítačové vidění ve světě velkých kulturněhistorických dat (2022) se zaměřila na využití neuronových sítí a strojového učení pro automatickou klasifikaci a kvantitativní interpretaci uměleckých děl.

## Dílo
V roce 2002 založil společně s Pavlem Weberem softwarovou agenturu BlueGhost. Od roku 2015 přispívá do oborových médií, mimo jiné do Art & Antiques, Artalk nebo Czech Design. Jeho články se zaměřují na grafický design, typografii, digitální technologie a umělou inteligenci. Od roku 2022 je členem Akademie Designu České republiky.
Dlouhodobě se zabývá využitím digitálních technologií v oblasti muzeí a galerií. V roce 2021 zformoval společně s Terezou Škvárovou iniciativu Otevřené sbírky zdůrazňující význam digitalizace a online zpřístupnění muzejních sbírek. Vytvořil experimentální aplikaci DigitalCurator.art, která demonstruje využití počítačového vidění v klasifikaci a katalogizaci sbírek výtvarného umění.

## Publikace
- Radosti a nepříjemnosti návštěvníků českých muzeí a galerií, Klíčová zjištění z průzkumu návštěvnického zážitku 2024, 2/2025
- Digital Curator, Příspěvek do knihy AI in Museums. Reflections, Perspectives and Applications, 7/2023
- Chrámy peněz, Příspěvek do knihy Jany Pavlové o postmoderní architektuře českých bankovních domů v 90. letech, 12/2022
- The Black Box Book, Archivy a kurátorství v době transformace uměleckých institucí, 12/2022
- Digital Curator: Algorithms and Computer Vision in the World of Big Cultural Historical Data, Disertační práce, 09/2022
- Mračna digitálního obsahu, Flash Art, 04/2021
- Otevřená data jako brána do muzea beze stěn, Proceedings of Café Utopia, The Second Curatorial Turn, 02/2021
- Jak si prohlédnout milion uměleckých děl, HUMAIN, 02/2021
- Bohatství dat a bída pozornosti, Artalk.cz, 10/2020
- Jak nasdílet muzeum, Artalk.cz, 10/2020
- Velká data a hledání ztracených světů, Art & Antiques, 02/2020
- Pro krásu umění a slávu Googlu, Artalk.cz/Artportal.hu, 02/2020
- Čtyřicet let digitální revoluce aneb včerejší sny o zítřejším světě, Artalk.cz, 10/2019
- Kdo navrhuje budoucnost, Art & Antiques, 07/2019
- Slabé vyhlídky na dobré technologie, Artalk.cz, 04/2019
- Neviditelná práce, Art & Antiques, 02/2019
- Proč (ne)milujeme Signal Festival, Art & Antiques, 11/2018
- Baťovo užité umění, Artalk.cz, 10/2018
- Umělá (ne)inteligence a umění nedokonalosti, Artalk.cz, 10/2018
- Poslední staré bienále, DESIGNUM, Slovak Design Center, 09/2018
- Programování krásy, Art & Antiques, 06/2018
- Staří mistři a virtuální světy, Artalk.cz, 03/2018
- Značkové muzeum?, Art & Antiques, 10/2017
- Umělá inteligence, mé druhé já, Artalk.cz, 10/2017
- Rozhovor s Petrem Babákem, CzechDesign, 08/2017
- Data ARt – umění digitální doby, Artalk.cz, 05/2017
- Jak firmy hledaly styl, Art & Antiques, 02/2017
- Rozhovor o značkách s Janem Solperou, CzechDesign, 12/2016
- Grafičtí designéři v archivu, Art & Antiques, 07/2016
- Evolution, sborník ateliéru Typografie VŠUP, 06/2016
- Písmo a experiment: Česká postmoderní a dekonstruktivní typografie první poloviny 90. let, Aspects of Transformation, 05/2016
- 202 nejkrásnějších knih, Art & Antiques, 05/2016
- Oldřich Hlavsa, Art & Antiques, 02/2016
- Poslední světová sezóna: Národní galerie na konci 60. let, Art & Antiques, 06/2015